# Marina Žirova
Marina Serafimovna Titova-Žirova (rusko Марина Серафимовна Титова-Жирова), ruska atletinja, * 6. junij 1963, Jegorjevsk, Sovjetska zveza.
Nastopila je na olimpijskih igrah leta 1988 ter osvojila bronasto medaljo v štafeti 4×100 m in se uvrstila v polfinale teka na 100 m. Na evropskem prvenstvu leta 1986 je osvojila bronasto medaljo v štafeti 4×100 m.